# Пірникоза рябодзьоба
Пірникоза рябодзьоба (Podilymbus podiceps) — вид птахів родини пірникозових. Після того, як пірникоза гватемальська (Podilymbus gigas) вимерла, вид залишився єдиним у роді рябодзьобих пірникоз (Podilymbus). Популяція пірникози рябодзьобої вважається стабільною, її чисельність та поширення утримують вид поза загрозою

## Опис
Це відносно дрібний представник пірникозових, виділяється коротким світлим дзьобом з чорною поперечною смужкою і нешироким білим обідком навколо ока. Також чорне чоло і підборіддя. Забарвлення однотонне сірувате, з темнішим верхом і світлим до білого низом і підхвістям. Біле спіднизу пір'я також проступає по боках. У позашлюбний період темна перев'язка на дзьобі та плями на чолі й бороді можуть бліднути і зникати. Щойно вилуплені пташенята, подібно до інших пірникіз, мають характерний «тигровий» візерунок на лиці та шиї.

## Поширення і поведінка

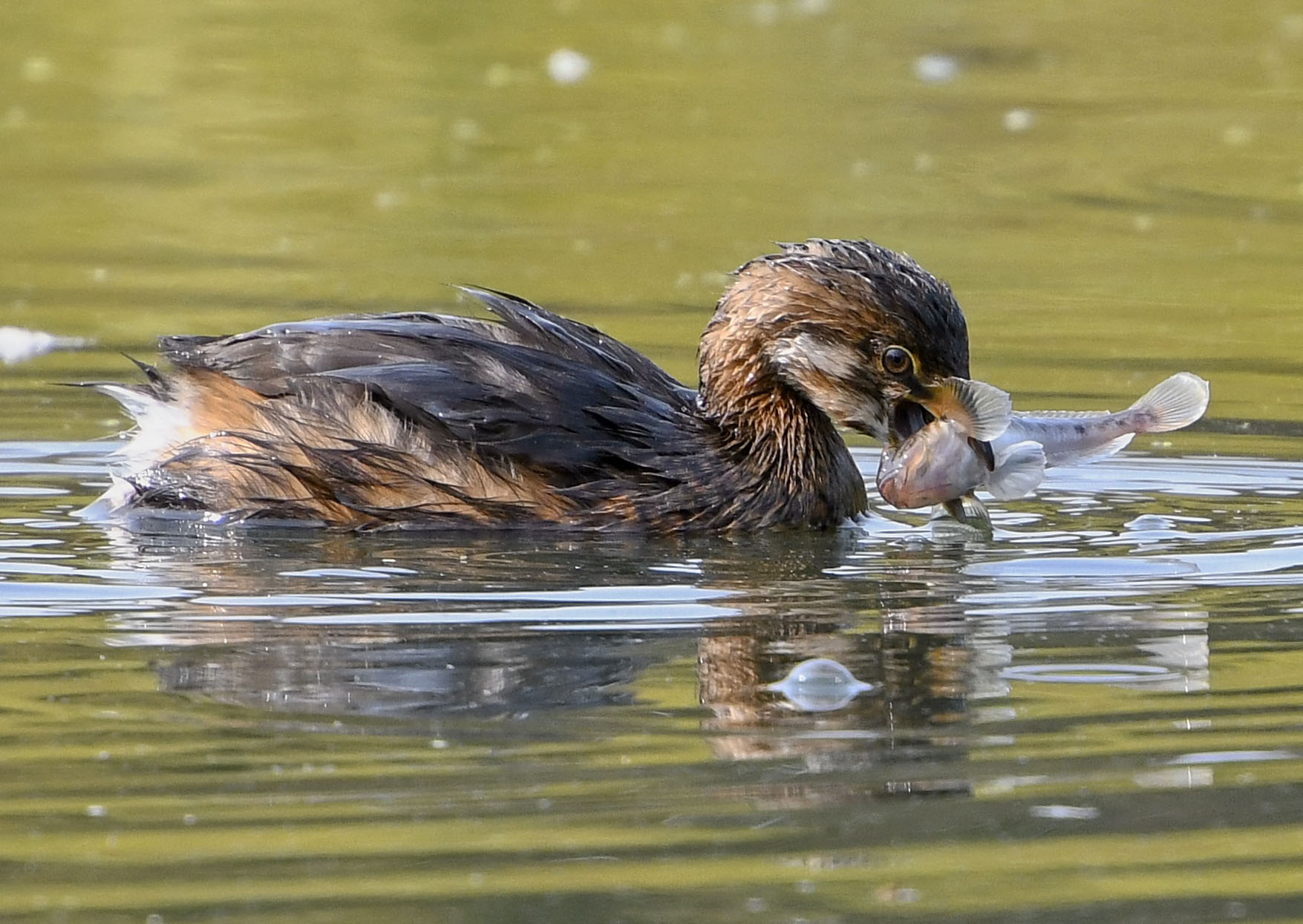
Молода пірникоза рябодзьоба зі спійманою рибкою

Пірникоза рябодзьоба вважається найпоширенішим представником родини в Новому Світі — від центрально-східних просторів Канади досить далеко на північ через усю територію США, Мексики, Центральної Америки та Карибів, — і до північних та центральних районів Південної Америки, крім крайнього півдня. Зареєстровані у високогірних озерах на висоті 3100 м над рівнем моря У багатьох районах представлена круглорічно, відмігровуючи лише з територій, де водойми замерзають на зиму. Хоча загальна чисельність велика, побачити її можна рідше від інших видів через обережну потайну поведінку, особливо в час гніздування. Виявивши ймовірну загрозу, вона надовго пірнає, може також занурюватись, залишаючи на поверхні лише частину голови. В польоті можна побачити рідко. Полює під водою на дрібну рибу, ракоподібних, молюсків, земноводних і комах. Рослинна їжа лише в невеликих кількостях.

### Гніздування
Відкладає 4–7, рідше 2–10 яєць у плавучому або заякореному на підводній рослинності гнізді, яке будують обоє птахів пари, накладаючи палички і рослинний матеріал наверх, поки споруда не стане стабільною. Гніздо будують на мілководді з виходом до глибокої води, щоб птах міг підпливти до нього під водою. Гніздовий період, якщо дозволяє клімат, тривалий, аж до середини осені. Проте птахи відкладають лише одну, рідше дві кладки на сезон. Як і інші пірникози, часто возять малих пташенят на собі, і навіть пірнають з ними на спині, не гублячи. Птаха не лише обережна, але й ляклива, і може покинути кладку в разі турбування. Іншою загрозою є руйнування гнізд від хвиль, спричинених моторними човнами..

## Цікаві факти
У 19 столітті на пірникозу рябодзьобу полювали, роблячи з її пір'я плюмажі, а також теплі зимові навушники.